# كارل بورنس
كارل بورنس (بالإنجليزية: Karl Burns)‏ هو طبال بريطاني، ولد في 1958 في مانشستر في المملكة المتحدة.

## وصلات خارجية
- كارل بورنس على موقع ميوزك برينز (الإنجليزية)
- كارل بورنس على موقع أول ميوزيك (الإنجليزية)
- كارل بورنس على موقع ديسكوغز (الإنجليزية)